# Leon Wessel-Masannek
Leon Wessel-Masannek   (Múnic, 23 de desembre de 1992) és un jove actor alemany. El seu pare és Joachim Masannek, l'autor de la sèrie de llibres Les feres futbol club. A la pel·lícula Die Wilden Kerle (Les Feres), Leon, comparteix repartiment amb el seu germà a la vida real Marlon Wessel.

## Pel·lícules
2003: Die Wilden Kerle
2005: Die Wilden Kerle 2 – Alles ist gut, solange du wild bist
2006: Die Wilden Kerle 3 – Die Attacke der biestigen Biester
2007: Die Wilden Kerle 4 – Der Angriff der Silberlichten
2008: Die Wilden Kerle 5 – Hinter dem Horizont
2016: Die wilden Kerle – Die Legende lebt